# Ludwik Kubicki
Ludwik Kubicki (ur. 6 września 1885 w Iwachnowcach) – major intendent z wyższymi studiami wojskowymi Wojska Polskiego, kawaler Orderu Virtuti Militari.

## Życiorys
Urodził się 6 września 1885 w Iwachnowcach, w ówczesnym powiecie kamienieckim guberni podolskiej, w rodzinie Zygmunta i Józefy z Krűdenerów.
W 1905 ukończył szkołę realną z maturą w Odessie. Następnie odbył praktykę ogrodniczą w Trewirze. W 1908 rozpoczął studia w Instytucie Handlowym w Kijowie, których nie ukończył z braku środków. Od 1912 pracował jako buchalter w dobrach ziemskich na Podolu.
1 stycznia 1916 został powołany do armii rosyjskiej. Po ukończeniu szkoły wojskowej w Kijowie został przydzielony do 30 zapasowego pułku piechoty (ros. 30-й пехотный запасный полк). W lutym 1917 został przeniesiony do 80 pułku strzelców syberyjskich (ros. 80-й Сибирский стрелковый полк) na froncie północnym pod Rygą. Pełnił w nim służbę na kolejnych staanowiskach; młodszego oficera kompanii, oficera sądowego, dowódcy łączności i adiutanta pułku. W listopadzie 1918 wstąpił do I Korpusu Polskiego w Rosji i został przydzielony do 2 pułku rezerwowego w Dorohobużu, a po zdobyciu twierdzy Bobrujsk (11 marca 1918) do 2 Legii Rycerskiej. Po demobilizacji korpusu wrócił do Kijowa, gdzie zaangażował się w działalność Polskiego Towarzystwa Pomocy Ofiarom Wojny. W styczniu 1919 przyjechał do Warszawy, a następnie wyjechał na kurację do Zakopanego.
27 maja 1919 generał Józef Dowbor-Muśnicki przydzielił go do 3 pułku strzelców wielkopolskich, późniejszego 57 pułku piechoty. 6 czerwca tego roku został przyjęty do Sił Zbrojnych w byłym zaborze pruskim w stopniu porucznika. W lipcu wyruszył z pułkiem na front. W szeregach tego oddziału walczył początkowo jako dowódca plutonu, później dowódca 11 kompanii (od 14 do 30 października 1919) i w końcu adiutant pułku (od 30 października 1919 do 9 lipca 1920). W międzyczasie (30 października 1919) został przyjęty do Wojska Polskiego z tymczasowym zatwierdzeniem stopnia porucznika, zaliczony do Rezerwy armii i powołany do służby czynnej, aż do demobilizacji. 11 września 1920 w bitwie pod Kobryniem został ciężko ranny.

26 kwietnia 1921 dowódca 57 pułku piechoty, podpułkownik Zygmunt Rust sporządził wniosek na odznaczenie Orderem Virtuti Militari, w którym napisał: 

dnia 8 października 1919 pod Zasławiem por. Kubicki będąc oficerem 11. kompanii podczas generalnego ataku na pozycje nieprzyjaciela staje na czele kompanii, prowadzi ją do ataku i niezważając na silny ogień nieprzyjaciela przełamuje front, zdobywa 3 ckm i kilkudziesięciu jeńców i pędząc wroga przed sobą zapewnia powodzenie całej akcji pułku, rezultatem czego było zajęcie przez Wojska Polskie Mińska Litewskiego.
 W ogóle przez cały czas pobytu na froncie por. Kubicki wykazuje wielkie męstwo i odwagę: dnia 16 października 1919 będąc dowódcą 11. kompanii zdobywa na przyczółku Bobrujsk nieprzyjacielski pociąg pancerny, który potem służył pod nazwą „Generał Konarzewski”. Będąc adiutantem pułku bierze udział we wszystkich walkach przy boku śp. pułkownika Arnolda Szyllinga wypełniając zawsze poruczone sobie zadania; podczas ataku na Kobryń 11 września 1920 idąc na czele I batalionu zostaje ciężko ranny w lewy bok.

Po zakończeniu działań wojennych pozostał w wojsku jako oficer zawodowy i kontynuował służbę w 57 pp na stanowisku adiutanta pułku. W 1921 został przydzielony do 14 Dywizji Piechoty w Poznaniu na stanowisko oficera sztabu dowódcy piechoty dywizyjnej. 3 maja 1922 został zweryfikowany w stopniu kapitana ze starszeństwem od 1 czerwca 1919 i 1722. lokatą w korpusie oficerów piechoty. W tym samym roku został przydzielony do Wyższej Szkoły Intendentury w Warszawie, w charakterze słuchacza dwuletniego kursu 1922/24. W październiku 1924, po ukończeniu kursu, został przydzielony do Szefostwa Intendentury Okręgu Korpusu Nr VIII (później 8 Okręgowe Szefostwo Intendentury) w Toruniu na stanowisko referenta. Z dniem 16 kwietnia 1925 został przeniesiony z korpusu oficerów piechoty do korpusu oficerów intendentów w stopniu kapitana ze starszeństwem z dniem 1 czerwca 1919 i 18,9 lokatą, z równoczesnym wcieleniem do kadry oficerów służby intendentury i pozostawieniem na dotychczasowym stanowisku. 3 maja 1926 prezydent RP nadał mu stopień majora ze starszeństwem z dnia 1 lipca 1925 i 21. lokatą w korpusie oficerów intendentów. W tym samym roku został przeniesiony do Korpusu Ochrony Pogranicza i przydzielony do 4 Brygady Ochrony Pogranicza w Czortkowie na stanowisko kierownika służby intendentury. W czerwcu 1930 został przeniesiony z KOP do Kierownictwa Administracji Pieniężnej w siedzibie Dowództwa Okręgu Korpusu Nr IV w Łodzi na stanowisko kierownika. Z dniem 31 sierpnia 1931 został przeniesiony w stan spoczynku.
W 1934, jako oficer stanu spoczynku pozostawał w ewidencji Powiatowej Komendy Uzupełnień Wilno Miasto. W 1938 pracował w Izbie Skarbowej w Wilnie, w charakterze referendarza. Mieszkał w Wilnie przy ulicy Wielka Pohulanka 31–33 m. 6.
W 1922 zawarł związek małżeński. Miał córkę Marię Janinę (ur. 25 lutego 1923).

## Ordery i odznaczenia
- Krzyż Srebrny Orderu Wojskowego Virtuti Militari nr 3675[20][21]
- Krzyż Walecznych dwukrotnie[22]
- Odznaka za Rany i Kontuzje z jedną gwiazdką[1]

25 czerwca 1938 Komitet Krzyża i Medalu Niepodległości odrzucił wniosek o nadanie mu tego odznaczenia.